# Orlando Rodríguez
Orlando Rodríguez (Ciudad de Colón, 9 de agosto de 1984) es un exfutbolista panameño. Jugaba de delantero.

## Selección nacional
Debutó con la selección de fútbol de Panamá el 18 de diciembre de 2004 en un partido amistoso contra la selección de fútbol de Irán, en la derrota 1-0 en Teherán.

### Participaciones en selección nacional
| Copa                            | Categoría | Sede                   | Resultado        | Partidos | Goles |
| ------------------------------- | --------- | ---------------------- | ---------------- | -------- | ----- |
| Campeonato Sub-20 2003          | Sub-20    | Panamá                 | Campeón          | 3        | 0     |
| Copa Mundial Sub-20 2003        | Sub-20    | Emiratos Árabes Unidos | Primera fase     | 3        | 0     |
| Copa Uncaf 2009                 | Mayor     | Honduras               | Campeón          | 4        | 0     |
| Copa de Oro de la Concacaf 2009 | Mayor     | Estados Unidos         | Cuartos de final | 1        | 0     |
| Copa Centroamericana 2013       | Mayor     | Costa Rica             | Quinto lugar     | 1        | 0     |

### Goles internacionales
| Núm. | Fecha               | Lugar                                    | Rival     | Gol | Resultado | Competición |
| ---- | ------------------- | ---------------------------------------- | --------- | --- | --------- | ----------- |
| 1    | 11 de enero de 2013 | Estadio Rommel Fernández, Panamá, Panamá | Guatemala | 3-0 | 3-0       | Amistoso    |

## Clubes
| Club                  | País        | Año       |
| --------------------- | ----------- | --------- |
| CD Árabe Unido        | Panamá      | 2003-2004 |
| Deportivo Pereira     | Colombia    | 2005      |
| Envigado F. C.        | Colombia    | 2006      |
| CD Árabe Unido        | Panamá      | 2006-2007 |
| La Equidad            | Colombia    | 2007      |
| CD FAS                | El Salvador | 2007-2008 |
| CD Árabe Unido        | Panamá      | 2008-2010 |
| León de Huánuco       | Perú        | 2011      |
| Deportivo Árabe Unido | Panamá      | 2011-2012 |
| Alianza               | El Salvador | 2013      |
| Deportivo Árabe Unido | Panamá      | 2013      |
| San Francisco FC      | Panamá      | 2014      |

## Palmarés

### Campeonatos nacionales
| Título                | Club        | País   | Año  |
| --------------------- | ----------- | ------ | ---- |
| Anaprof Apertura 2004 | Árabe Unido | Panamá | 2004 |
| Anaprof Clausura 2004 | Árabe Unido | Panamá | 2004 |
| Clausura 2008         | Árabe Unido | Panamá | 2008 |
| Apertura II 2009      | Árabe Unido | Panamá | 2009 |
| Clausura 2010         | Árabe Unido | Panamá | 2010 |

### Campeonatos Internacionales
| Título                 | Club                          | País     | Año  |
| ---------------------- | ----------------------------- | -------- | ---- |
| Copa de Naciones UNCAF | Selección de fútbol de Panamá | Honduras | 2009 |

- Datos: Q7103185